# Solenostoma jenseniana
Solenostoma jenseniana là một loài rêu tản trong họ Jungermanniaceae. Loài này được (Grolle) Bakalin, Vadim A. mô tả khoa học lần đầu tiên năm 2003.